# سلسله‌مراتب فرماندهی
سلسله‌مراتب یا پایگان، در نظام، به نظامیان مافوقی می‌گویند که یک فرد نظامی تنها باید از آن‌ها فرمان بگیرد. همچنین، نظامیان زیردستی هستند که فرد نظامی با درجهٔ بالاتر مسئولیت آن‌ها را بر عهده دارد. همچنین، چند برنامهٔ تلویزیونی، فیلم، کتاب و بازی رایانه‌ای با این نام (Chain of Command) ساخته و تدوین شده‌است.